# Basilia monocula
Basilia monocula är en tvåvingeart som beskrevs av Theodor 1967. Basilia monocula ingår i släktet Basilia och familjen lusflugor. Inga underarter finns listade i Catalogue of Life.